# Pseudocopicucullia bensi
Pseudocopicucullia bensi là một loài bướm đêm trong họ Noctuidae.